# Sclerocactus johnsonii
Sclerocactus johnsonii ist eine Pflanzenart in der Gattung Sclerocactus aus der Familie der Kakteengewächse (Cactaceae). Englische Trivialnamen sind „Chartreuse Pineapple cactus“, „Johnson’s Pineapple Cactus“, „Pineapple Cactus“ und „Pink Viznagita“.

## Beschreibung
Sclerocactus johnsonii wächst meist einzeln mit eiförmigen bis zylindrischen, dicht bedornten Trieben, die bei Durchmessern von 5 bis 10 Zentimetern Wuchshöhen von 10 bis 25 Zentimetern erreichen. Es sind 17 bis 21  Rippen vorhanden, die deutlich in etwa 6 Millimeter lange Höcker gegliedert sind. Die 4 bis 9 (fast) geraden, ausgebreiteten Mitteldornen sind etwas rosafarben bis rötlich, werden im Alter dunkler und sind 3 bis 4 Zentimeter lang. Die helleren 9 bis 10 ausgebreiteten Randdornen sind 1,2 bis 2 Zentimeter lang.
Die trichterförmigen, magentafarbenen, rosafarbenen oder grünlich gelben Blüten sind 5 bis 6 Zentimeter lang und erreichen Durchmesser von 5 bis 7,5 Zentimetern. Die grünen Früchte reißen senkrecht auf und werden bei der Reife ockerfarben.

## Verbreitung, Systematik und Gefährdung
Sclerocactus johnsonii ist in den Vereinigten Staaten in den Bundesstaaten California, Arizona und Nevada verbreitet.
Die Erstbeschreibung als Echinocactus johnsonii erfolgte 1871 durch George Engelmann. Nigel Paul Taylor stellte die Art 1987 in die Gattung Sclerocactus. Weitere nomenklatorische Synonyme sind Ferocactus johnsonii (Parry ex Engelm.) Britton & Rose (1922), Echinomastus johnsonii (Parry ex Engelm.) E.M.Baxter (1935), Thelocactus johnsonii (Parry ex Engelm.) W.T.Marshall (1942), Neolloydia johnsonii (Parry ex Engelm.) L.D.Benson (1969), Sclerocactus johnsonii (Parry ex Engelm.) N.P.Taylor (1987) und Pediocactus johnsonii (Parry ex Engelm.) Halda (1998).
Es werden folgende Unterarten unterschieden:
- Sclerocactus johnsonii subsp. acunensis (W.T.Marshall) M.A.Baker & J.M.Porter
- Sclerocactus johnsonii subsp. johnsonii

In der Roten Liste gefährdeter Arten der IUCN wird die Art als „Least Concern (LC)“, d. h. als nicht gefährdet geführt.

## Nachweise